# Нерівномірний часовий ряд
У статистиці, обробці сигналів та економетрії нерівномі́рний або нерегуля́рний ча́совий ряд (англ. unevenly or unequally or irregularly spaced time series) — це послідовність пар моментів часу та значень спостережень (tn, Xn) зі строго збільшуваними моментами часу спостережень. На противагу до рівномірних часових рядів, проміжки часу між спостереженнями не є сталими.
Нерівномірні часові ряди природно трапляються в багатьох промислових та наукових областях: стихійні лиха, такі як землетруси, повені або виверження вулканів, зазвичай трапляються через нерівномірні проміжки часу. У спостережній астрономії такі вимірювання, як спектр небесних об'єктів, здійснюються в моменти часу, які визначаються погодними умовами, доступністю часових проміжків спостереження, та зручними положеннями планет. У клінічних випробуваннях (або, загальніше, у поздовжніх дослідженнях) стан здоров'я пацієнта можна спостерігати лише через нерегулярні часові інтервали, а різних пацієнтів зазвичай спостерігають у різні моменти часу. Бездротові давачі в інтернеті речей часто передають інформацію лише при зміні стану, щоби заощаджувати тривалість роботи батареї. Є ще багато прикладів у кліматології, екології, високочастотних фінансах, геології та обробці сигналів.

## Аналіз
Загальним підходом до аналізу нерівномірних часових рядів є перетворення даних на спостереження з рівномірними проміжками із застосуванням якогось виду інтерполювання — найчастіше, лінійного — із наступним застосуванням наявних методів для даних із рівномірними часовими проміжками. Проте перетворення даних таким чином може привносити ряд істотних та складних для кількісної оцінки зсувів, особливо якщо нерівномірність інтервалів між спостереженнями є високою.
В ідеалі, часові ряди з нерівномірними проміжками аналізують у їхньому незміненому вигляді. Проте, більшість з основної теорії аналізу часових рядів було розроблено в ті часи, коли обмеженість обчислювальних ресурсів сприяла аналізові даних із рівномірними часовими проміжками, оскільки в цьому випадку можуть застосовуватися дієві процедури лінійної алгебри, і багато задач мають явний розв'язок. В результаті, методів спеціально для аналізу даних часових рядів із нерівномірними часовими проміжками наразі існує менше.

## Програмне забезпечення
- pandas — бібліотека Python для маніпулювання даними та їхнього аналізу.
- Traces — бібліотека Python для аналізу нерівномірних часових рядів у їхньому незміненому вигляді.